# Fi Sagittarii
fi Sagittarii (φ Sgr) – gwiazda w gwiazdozbiorze Strzelca. Jej obserwowana wielkość gwiazdowa to +3,16m. Oddalona jest o około 239 lat świetlnych od Ziemi.

## Charakterystyka
Fi Sagittari należy do typu widmowego B8. Jest sklasyfikowana jako olbrzym, ale jej jasność i temperatura wskazują, że jest to raczej podolbrzym. Niska jak na ten typ widmowy prędkość obrotu stoi w sprzeczności z brakiem segregacji pierwiastków, która skutkowałaby nietypowym widmem. Wynika to zapewne z nachylenia osi obrotu w kierunku obserwacji, przez co obserwowany jest biegun gwiazdy, jaśniejszy niż okolice równikowe (wskutek spłaszczenia), a to prowadzi do błędnej oceny własności gwiazdy. Gwiazda podlega zakryciom przez Księżyc. Na podstawie długości trwania takiego zjawiska podejrzewano dawniej, że jest to gwiazda podwójna, ale obecnie uznaje się, że efekt spowodowała dyspersja światła w atmosferze ziemskiej.